# Ilmar Raag

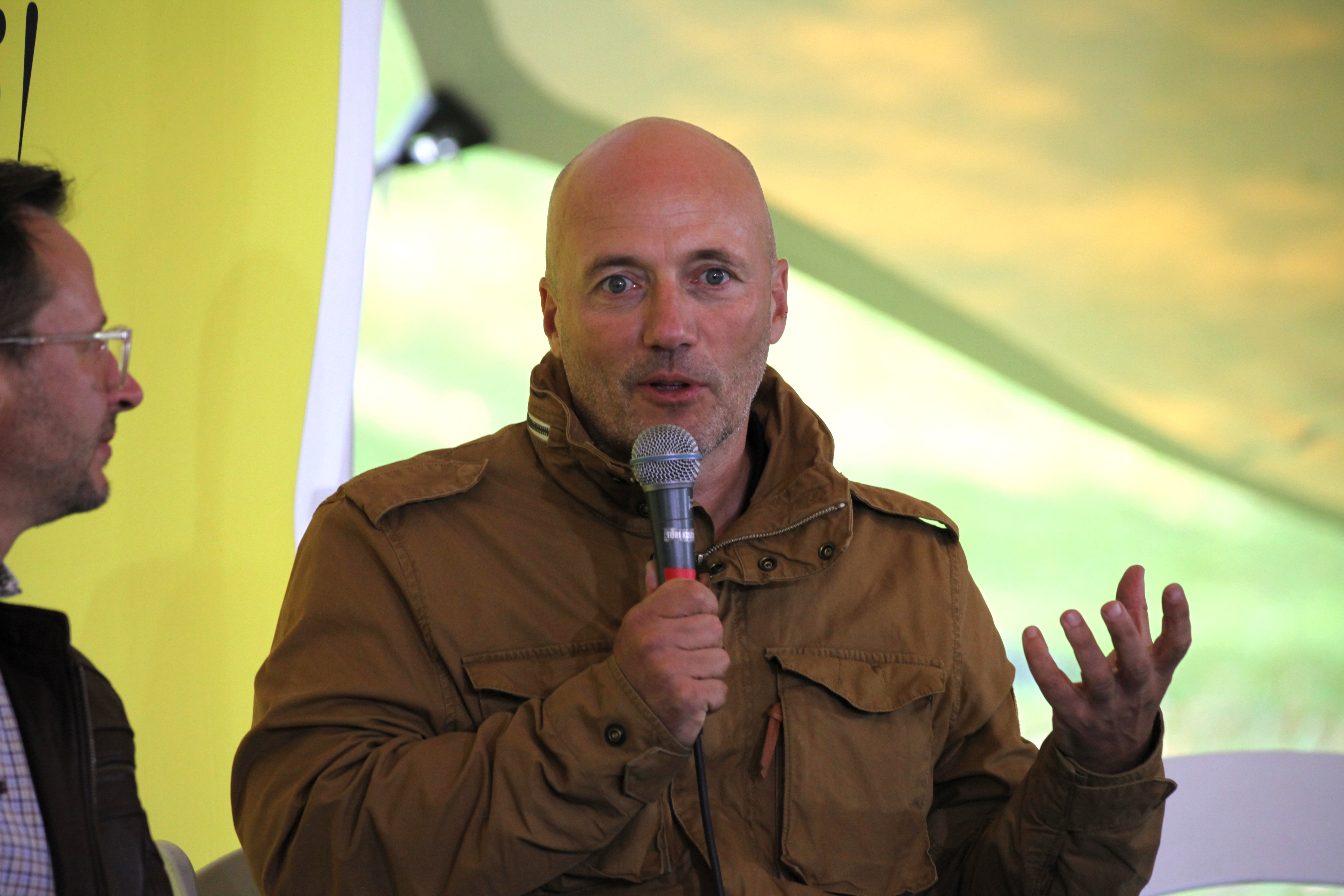
Ilmar Raag (2021)

Ilmar Raag, né à Kuressaare (Estonie) le 21 mai 1968, est un réalisateur estonien.

## Biographie
Sorti de l'université de Tartu, Ilmar Raag poursuit sa formation à l'université de l'Ohio suivi d'un stage au département de scénarios de Columbia Pictures. Il est correspondant des journaux Rahva Hääl et Eesti Päevaleht à Paris. En 2001-2005, il travaille pour Eesti Televisioon, ainsi que pour la station Kuku Raadio.
Il est membre de la Société des étudiants estoniens.
Entre 1998 et 2014, il réalise sept films parmi lesquels le drame psychologique Klass (2007), inspiré par la fusillade de Columbine. Le film est présenté au 42e Festival international du film de Karlovy Vary où il remporte deux prix (East of West Award et Label Europa Cinemas) et au Festival international du film de Varsovie où on lui décerne le prix FIPRESCI. En 2010, il adapte le même sujet dans une série télévisée Klass: Elu pärast. La série remporte le premier prix du Festival Tous Écrans.
En 2014 sort Ia nie vernus (titre anglophone : I Won't Come Back), un drame qui remporte plusieurs prix internationaux (Pays-Bas, Russie, Biélorussie, États-Unis, etc.).

## Filmographie partielle

### Comme réalisateur
- 1998 : Tappev Tartu (Tuant Tartu)
- 2005 : August 1991 (téléfilm)
- 2007 : Klass (La Classe)
- 2010 : La Classe. La Vie après (Klass: Elu pärast) (série télévisée)
- 2012 : Une Estonienne à Paris
- 2013 : Kertu
- 2014 : Ia nie vernus

### Comme scénariste
- 2013 Kertu
- 2012 Une Estonienne à Paris
- 2008 Mina olin siin (J'étais ici)
- 2007 Klass
- 2005 Libahundi needus (téléfilm)
- 2005 August 1991
- 1998 Tappev Tartu

## Distinctions
- Festival international du film de Locarno 2012
  - Prix du Jury Œcuménique : Une Estonienne à Paris
- Prix culturel du ministère des affaires étrangères, 2013
- Ordre de l'Étoile blanche d'Estonie de 4e classe